# 阿爾特米爾湖
49°07′59″N 10°43′29″E / 49.133037°N 10.72463°E

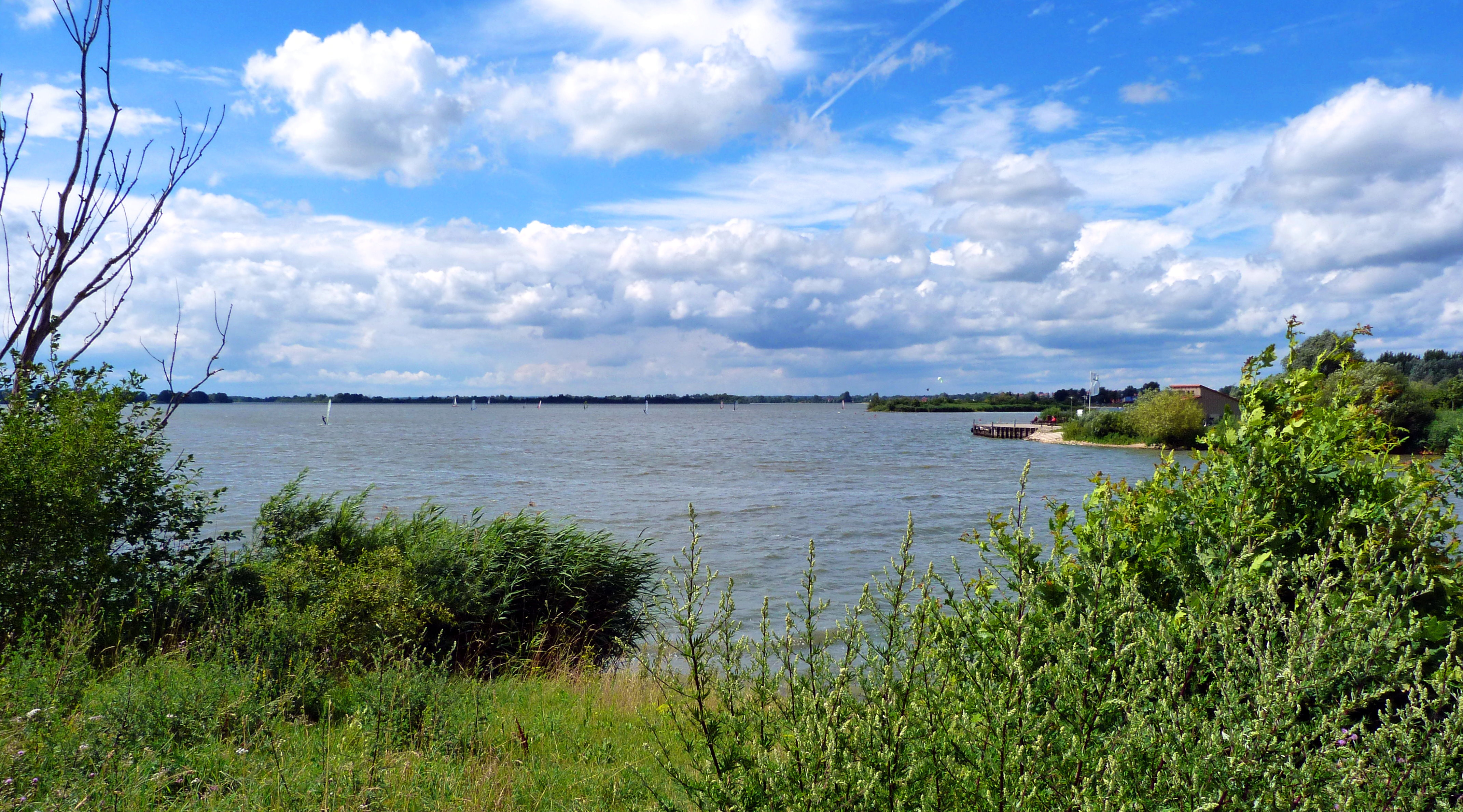

阿爾特米爾湖（德語：Altmühlsee），是德國的湖泊，位於該國東南部，由巴伐利亞州負責管轄，處於魏森堡-貢岑豪森縣，長4公里、寬1.7公里，面積4.5平方公里，海拔高度415米，水體容量1,380萬立方米。